# 염화 코발트(II)
염화 코발트(II)(Cobalt(II) chloride)는 화학식 CoCl2을 갖는 코발트 및 염소의 무기 화합물이다. 이 화합물은 n = 1, 2, 6, 9가 들어가는 여러 수화물 CoCl
2·nH
2O을 형성한다. 3~4수화물의 형성에 대한 주장은 확증되지 않고 있다. 무수물 형태는 파란 결정 고체이다. 2수화물은 자주색을 보이며 6수화물은 분홍색을 보인다. 상용 샘플들은 보통 6수화물이며 이는 연구실에서 가장 흔히 사용되는 코발트 화합물들 가운데 하나이다.